# سات‌چیت‌‌آناندا
سات‌چیت‌آناندا (به انگلیسی: Satcitananda) یا ساچیداناندا به معنی «هستی (وجود)، آگاهی و سرور» یا «حقیقت، آگاهی و سرور»، اصطلاحی است که در شاخه‌هایی از فلسفه هندو، خصوصاً ودانتا، برای توصیف تجربهٔ واقعیت غایی تغییرناپذیر، که به آن برهمن می‌گویند به کار می‌رود.

## واژه‌شناسی
سات‌چیت‌آناندا (به سانسکریت: सच्चिदानन्द) کلمه ای مرکب متشکل از سه جزئ «سات»، «چیت» و «آناندا» است که هر سه از سرشت واقعیت غایی (یا برهمن)، جدایی ناپذیر تلقی می‌شوند.
- سات (सत्):[۵] در سانسکریت یعنی «بودن، وجود»، «راستین، عینی»، «حقیقی، نیک، راست»، یا «آنچه واقعاً هست، اساس، بودن حقیقی، نیک، حقیقی».[۶]
- چیت (चित्): یعنی «آگاهی».[۷][۸]
- آناندا (आनन्द): به معنای «شادی، سرمستی، سرور»، «شادی محض» و یکی از «سه خصیصهٔ آتمان یا برهمن در فلسفه ودانتا» است.[۹]

بنابراین سات‌چیت‌آناندا را می‌توان به «حقیقت آگاهی سرور»، «واقعیت آگاهی سرور»، یا «هستی آگاهی سرور» برگردانی کرد.